# Fehér János (orvos)
Fehér János (Győrújbarát, 1932. november 23. – 2010. május 28.) magyar orvosprofesszor, belgyógyász, patológus, gasztroenterológus, egyetemi tanár, az Orvosi Hetilap egykori főszerkesztője.

## Életpályája
1958-ban a Semmelweis Egyetem általános orvosi karán szerzett orvosi diplomát. Fő érdeklődési területe a máj betegségei. 
1983-1993-ig az egyetem II. Belklinikájának igazgatója, és az Országos Belgyógyászati Intézet főigazgatója 2002-ig. 
1989-től 2010-ig az Orvosi Hetilap főszerkesztője volt.
Az International Textbook of Medicine-ben a korai szifiliszes hepatitisz kórokozóját bemutató fejezetet ő írta, ugyanis kutatócsoportjával a világon elsőként tudta dokumentálhatóan kimutatni élő emberi májszövetben a korai szifiliszes hepatitisz kórokozóját. A későbbiekben fő kutatási területe az antioxidánsok és szabadgyök reakciók voltak, illetve ezek hatásai a máj betegségeire. 

## Díjai, elismerései
- Győrújbarát díszpolgára
- A Magyar Érdemrend középkeresztje (2003)
- Matkovics Béla emlékdíj (2007, a szabadgyök-kutatás területén végzett kiemelkedő tevékenységért)